# 北条重時
北条 重時（ほうじょう しげとき）は、鎌倉時代前期の武士。北条氏の一門。鎌倉幕府2代執権・北条義時の3男。母は正室で比企朝宗の娘・姫の前。極楽寺流の祖。第8代執権・北条時宗の母方の外祖父。
六波羅探題北方・鎌倉幕府連署など幕府の要職を歴任し、第3代執権の異母兄・北条泰時から娘婿の第5代執権・北条時頼を補佐して幕政を主導しながら鎌倉幕府政治の安定に大きく寄与した。『六波羅殿御家訓』『極楽寺殿御消息』の作者で知られる。

## 生涯

### 少年期
建久9年（1198年）6月6日、源頼朝死去の前年に、北条義時の三男として鎌倉で生まれる。母は頼朝の仲介で義時の正室となった姫の前で、父義時は36歳、同母兄の朝時は6歳、異母長兄泰時は16歳の時である。
建仁3年（1203年）、6歳の時に比企能員の変が起こり、母の実家比企一族が義時ら北条氏によって滅ぼされた。姫の前は義時と離婚して上洛し、源具親と再婚した3年後、重時が10歳の時に京都で死去している。『吾妻鏡』には、兄泰時・朝時、異母弟政村・実泰の元服記事があるが、重時の元服の記録はなく、元服した頃と思われる時期には母が京で亡くなっており、あまり恵まれた少年時代ではなかったと見られる。建暦2年（1212年）、15歳の時に義時の嫡男であった同母兄の朝時が父の勘気を被って義絶されている。

### 六波羅探題
承久元年（1219年）に22歳で小侍所別当就任、貞応2年（1223年）には26歳で駿河守となり、同母兄の朝時の官位を超越している。元仁元年（1224年）6月13日、27歳の時に父が死去し、異母兄の泰時が3代執権となる。寛喜2年（1230年）3月、京都で六波羅探題北方を務める泰時の嫡子で甥の時氏が病となったため、後任を受けて鎌倉から上洛し、33歳で六波羅探題北方に就任。以降17年間六波羅の最高責任者となる。「御成敗式目」制定に関して泰時から重時にあてた書状はよく知られている。
仁治3年（1242年）の幕府による後嵯峨天皇擁立の際には、重時の同母妹竹殿を妻としていた土御門定通と連携して工作が行われた。同年に執権泰時が重病となると、鎌倉帰還を命じられて急ぎ鎌倉へ下った。泰時は六波羅探題北方である重時のみの鎌倉帰還を命じたにもかかわらず、南方の従弟時盛も無断で鎌倉に帰還し探題を解任されたため、泰時が没すると重時は六波羅に帰任し、最後の5年間は重時単独で任に当たった。
泰時の死去にあたり、同母兄朝時は泰時の後継を巡って不穏な動きを見せているが、その詳細は不明。泰時と朝時の間は疎遠であり、その没後も両者の家系で嫡流争いを続ける事になるが、重時は一貫して長兄泰時との関係は良好で、重時の家系はその後も泰時の家系得宗家を支えている。
寛元4年（1246年）、宮騒動により前将軍藤原頼経が京へ強制送還される。この年の8月、重時は後嵯峨上皇院司葉室定嗣を六波羅に呼び、5代執権となった北条時頼からの書状として、事件に関与した九条道家父子の更迭を後嵯峨上皇に奏上するよう要請し、幕府と上皇の仲介を行っている。9月1日、時頼は三浦泰村に対し、自分の相談相手にするために重時を京都から呼び戻したいと打診したが、泰村は頑なにこれを拒んだ。

### 連署就任と晩年
宝治元年（1247年）に執権時頼と外戚の安達氏らが三浦氏を滅ぼした宝治合戦において、重時の動向は不明であるが、接点のない時頼と重時の間には母方が同じ比企氏であり、高野山にいた安達景盛の介在があったと思われる。三浦氏滅亡後、50歳の重時は時頼の要請により鎌倉へ戻り、叔父時房死後に空席となっていた連署に就任し、時頼を補佐した。六波羅探題北方は次男の長時が就任した。重時の長女葛西殿は時頼の正室となり、後の8代執権北条時宗を生んだ。
建長8年（1256年）に出家し、引退後は極楽寺に隠居した。連署は弟の政村が就任した。同年執権時頼が病で出家したため、6代執権には長時が就任している。
同年、赤痢が猛威をふるい、宇都宮経綱に嫁いでいた重時の娘がこれが原因で死去している。

### 最期
弘長元年（1261年）6月1日、重時は病に倒れた。『吾妻鏡』では厠で「怪異」により「心神網然」になったとされ、以後は「瘧病」のような症状となったという。鶴岡八幡宮別当の隆弁に6月11日に加持してもらったところ、隆弁は6月22日に症状が回復すると告げた。その予言通り、22日に重時は病気から回復し、6月25日に喜んだ重時や一族は隆弁に馬・南庭（銀）・剣などを贈った。
それから5か月後の11月3日、極楽寺別業で病死した。享年64（満63歳没）。死因は不明だが、6月の病が再発したともいわれる。『吾妻鏡』では「発病の始めより万事を擲ち、一心に念仏す。正念に住し、終を取ると云々」と記され、熱心な念仏信者であった重時らしい最期であったという。
墓所は極楽寺で、葬儀は11月6日の寅刻（午前4時頃）に行なわれた。

## 系譜
- 正室：苅田義季の娘。荏柄尼西妙。為時の廃嫡後疎遠になる。
  - 長男：北条為時 - 苅田流祖。当初は嫡男であったが、病により廃嫡となる。
- 継室：平基親の娘（九条頼経の女房：治部卿） - 長時が嫡男となって以降正室となる。弘長年（1262年）頃死去。
  - 次男：北条長時（次郎） - 赤橋流祖、兄為時の廃嫡後に嫡男となる。
  - 三男：北条時茂（弥四郎） - 常盤流祖。
  - 長女：葛西殿（1233-1317） - 北条時頼継室
- 側室：筑前局（備後局とも）、出自不明。
  - 四男（五男）：北条業時（七郎） - 普恩寺流祖。
- 側室：少納言、または小御所。出自不明。
  - 五男（四男）：北条義政（六郎） - 塩田流祖。
  - 女子：安達泰盛室（藤岡）。
- 母不明
  - 六男：北条忠時（十郎） - 坂田流祖。
  - 女子：宇都宮経綱室
  - 女子：宇都宮経綱室
  - 女子：北条教時室
  - 女子：北条公時室
  - 女子：中村禅尼 - 法名、玲阿[6]。戸次重秀（戸次氏）後室[6][7]、戸次時親母[7][8]。

静岡県にある東漸寺は重時の嫡男・石河式部勝重が建立したという伝説がある。
北条時宗は時頼と葛西殿との間の子とされる。従って時宗以降の得宗家およびその子孫は重時の血筋である。また、最後の執権・赤橋守時や、足利尊氏の正室赤橋登子は次男・長時の曾孫（すなわち重時の玄孫）にあたり、尊氏自身も重時の玄孫にあたる（重時の三男・時茂の娘が足利家時との間に貞氏をもうけており、尊氏と同じく貞氏の子である高義と直義も重時の玄孫である）。そのため足利将軍家、関東公方家はみな重時の血筋である。

## 人物
政治姿勢は浄土宗の影響もあり撫民を基礎としたものであり、当時の幕政に明確な統治をもたらしたとする評価がある。六波羅探題時代、重時の就任以降はそれまで目立っていた在京御家人の乱行が減少している。縁者が問題を起こした時にはただちに捕らえて六波羅に突き出しており、任務に対して迅速・公平・厳格に務めた。重時の念仏信仰を攻撃した日蓮も、重時個人の人物については「極楽寺殿はいみしかりし人」（立派な人物）と好意的な見方をしている。外村展子は重時が残した歌から、優しい部分もあるがかなりの激情家であると推察しており、川添昭二は配慮の利く慎重な人柄だと評している。永井晋は温厚な穏健派と評し、北条時頼による重時の鎌倉帰還を三浦泰村が頑なに拒んだことについて、もし重時の帰還を承諾していれば温厚な重時は三浦氏に穏便な措置を計らってくれたかもしれず、穏健派の重時を遠ざけたことで泰村はかえって墓穴を掘ったと指摘している。石井清文は自身の鎌倉への帰還は三浦泰村に阻まれたものの、嫡男の長時を宝治合戦直前の5月に鎌倉に下向させていること（『葉黄記』宝治元年6月6日条）を指摘した上で、重時は宝治合戦においては表向きは動きを見せなかったものの、鎌倉・京都両方に広がる自分の人的つながりを活用して有利な政治情勢を作りだしており（長時の下向もその工作のためと推測）、三浦泰村の妨害によって鎌倉へ帰還できない状況にあり（三浦氏排除の動機を持ち）、実際に戦後に鎌倉へと帰還して時頼を擁しながらも実質的な権力を得た重時こそが宝治合戦のプランナー（黒幕）であったとしている。
また、重時は北条氏の嫡流である得宗家を絶対視しておらず、あくまでも実績で評価しており、時頼政権当初は執権である時頼より、重時の意向が優先される場合もあった。重時存命中は得宗を中心とした寄合も開かれておらず、あくまでも兄泰時の築いた合議制による執権政治路線を維持し、時頼を政治家として薫陶した。また家督争いに敗れ政治的敗者となった北条時盛の娘を、以前からの約束を守り、嫡男長時の妻に迎えている。
重時の息子たちはみな母親が異なっていた。そのため重時は自分の死後、息子たちが所領の配分を巡って軋轢を起こすことを危惧し、家訓の中で兄弟の結束を固くすることを説諭した。これが奏功してか、重時の息子たちは兄弟間、及び北条得宗家との間でも大きな諍いを起こしていない。
和歌などの文化的活動も行い、『玉葉和歌集』『千載和歌集』にも歌が収録されており、藤原定家とも親交があったとされる。著作に家訓（北条重時家訓）として伝わる『六波羅殿御家訓』、『極楽寺殿御消息』があり、武士の家訓としては最も古い。被官に佐分親清、佐治重家、波多野義重などがいる。

## 経歴
※日付は旧暦
- 承久元年（1219年）7月、幕府小侍所別当に就任。
- 承久2年（1220年）12月15日、修理権亮に任官。
- 貞応2年（1223年）4月10日、従五位下に叙し、駿河守に遷任。
- 寛喜2年（1230年）3月11日、小侍所別当から六波羅探題北方に異動。
- 嘉禎2年（1236年）11月22日、従五位上に昇叙し、駿河守如元。
- 嘉禎3年（1237年）11月19日、相模守に遷任。
- 暦仁元年（1238年）7月20日、正五位下に昇叙し、相模守如元。
- 寛元元年（1244年）閏7月24日、従四位下に昇叙し、相模守如元。
- 寛元2年（1245年）6月22日、従四位上に昇叙し、相模守如元。
- 宝治元年（1247年）7月27日、六波羅探題北方から幕府連署に異動。
- 建長元年（1249年）6月14日、陸奥守に転任。
- 康元元年（1256年）3月11日、連署を辞し、出家する。法号：極楽寺観覚。
- 弘長元年（1261年）11月23日、卒去。享年64（満63歳没）。

## 関連作品
映画
- 日蓮と蒙古大襲来 （1958年・大映） - 演：永田靖

テレビドラマ
- 北条時宗（2001年・NHK大河ドラマ） - 演：平幹二朗
- 鎌倉殿の13人（2022年・NHK大河ドラマ） - 演：加藤斗真